# Martina Kohlová
Martina Kohlová, född den 16 november 1984 i Bratislava, Slovakien, är en slovakisk kanotist.
Hon tog bland annat VM-silver i K-2 200 meter i samband med sprintvärldsmästerskapen i kanotsport 2007 i Duisburg.